# Saint-Andéol-le-Château
Saint-Andéol-le-Château korábbi község (település) Franciaországban, Rhône megyében. 2018. január 1-jén Chassagny és Saint-Jean-de-Touslas községgel egyesült és Beauvallon új község része lett.
Lakosainak száma 1885 fő (2018. január 1.). Saint-Andéol-le-Château Givors, Chassagny, Mornant, Saint-Jean-de-Touslas és Saint-Romain-en-Gier községekkel határos.

## Népesség
A település népessége az elmúlt években az alábbi módon változott:
| Lakosok száma | 1698 | 1734 | 4045 | 1835 | 1885 |
|               | 2013 | 2015 | 2016 | 2017 | 2018 |